# Jorge Marún
Jorge Manuel Marún Rodríguez (Guayaquil, 9 de marzo de 1954) es un ingeniero civil y político ecuatoriano.

## Biografía
Nació el 9 de marzo de 1954 en Guayaquil. Realizó sus estudios superiores en la Universidad de Guayaquil, donde obtuvo el título de ingeniero civil.
Inició su vida política como vocal cantonal del Partido Demócrata, posteriormente fue vocal nacional de la misma agrupación. En las elecciones legislativas de 1986 se presentó como candidato a diputado en representación de la provincia de Los Ríos, pero no resultó elegido.

### En el Partido Roldosista Ecuatoriano
En 1987 se afilió al Partido Roldosista Ecuatoriano (PRE). De la mano del  mismo fue elegido diputado nacional en representación de Los Ríos en las elecciones legislativas de 1992.
En las elecciones de 1996 fue elegido para un nuevo periodo en el Congreso Nacional, pero no asumió el cargo debido a que fue nombrado ministro de Industrias y Comercio Exterior por el presidente Abdalá Bucaram, ocupando el puesto por los cortos meses que duró su presidencia.
Para las elecciones legislativas de 1998 fue elegido diputado nacional por el PRE.
En las elecciones seccionales de 2000 fue elegido prefecto provincial de Los Ríos en una reñida contienda en que su contrincante, el candidato Walter Andrade Fajardo, lo acusó de haber cometido fraude electoral. Fue reelegido como prefecto en las elecciones seccionales de 2004. Durante su tiempo en la prefectura puso énfasis en el mejoramiento del área vial de la provincia, lo que incluyó el asfaltado de más de 200 kilómetros de vías principales. También emprendió varios proyectos de electrificación de sectores rurales.
Entre 2003 y 2005 fue presidente del Consorcio de Consejos Provinciales del Ecuador (CONCOPE).
En noviembre de 2007 renunció a su cargo como prefecto en medio de rumores de que sería nombrado ministro de transporte, siendo reemplazado por el viceprefecto Bonifacio Morán.

### Paso por el Ministerio de Transporte
En diciembre de 2007 fue nombrado ministro de transporte y obras públicas por el presidente Rafael Correa. Durante su tiempo como ministro puso en marcha un ambicioso plan de reconstrucción vial conocido como "Plan Relámpago". El mismo comprendió la inversión de más 3.600 millones de dólares para la readecuación de vías.
En junio de 2009 renunció al cargo de ministro alegando problemas de salud.
El 1 de junio de 2010 el asambleísta Galo Lara solicitó el inicio de un juicio político contra Marún alegando que durante su tiempo como ministro habría realizado pagos de obras parte del Plan Relámpago que hasta la fecha no habían sido finalizadas. El entonces presidente de la Asamblea Nacional, Fernando Cordero Cueva, calificó el trámite del juicio como ilegal alegando que ya había pasado más de un año desde que Marún había dejado su cargo, tiempo límite que tiene la Asamblea para enjuiciar a un funcionario público. Días después la Comisión de Fiscalización de la Asamblea votó a favor de anular el juicio político, moción apoyada por los asambleístas del movimiento oficialista Alianza PAIS.